# Anthocharis cardamines
La mariposa aurora o mariposa musgosa (Anthocharis cardamines) es una especie  de lepidóptero ditrisio  de la familia Pieridae ampliamente distribuida por Eurasia, incluyendo la península ibérica.

## Características
Recibe su nombre de las manchas verdosas en exterior de las alas, que le da la apariencia de musgo, y es de gran utilidad como camuflaje entre la vegetación. En los machos el ápice del interior de las alas delanteras es de un color naranja fuerte. Esta coloración no se encuentra presente en las hembras; las alas en las hembras son blancas, con tonos negros o grises en la punta. El macho es capaz de disimular el color naranja de sus alas delanteras escondiéndolas bajo las traseras. El color verdoso en el exterior del ala está en realidad compuesto de escamas amarillas y negras; es de especial utilidad cuando la mariposa descansa en plantas como el perifollo verde o hierba de ajo.

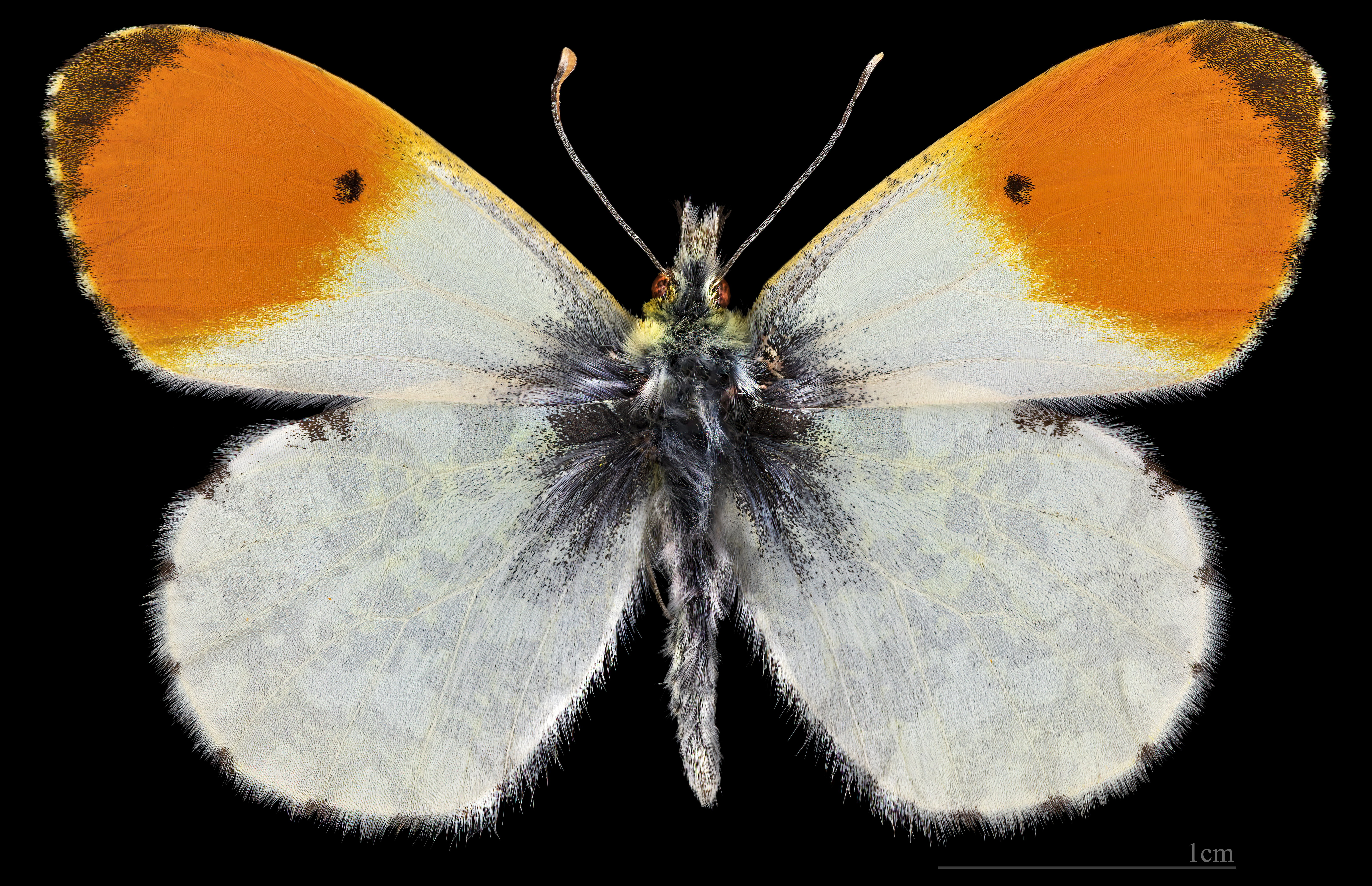
Anthocharis cardamines ♂
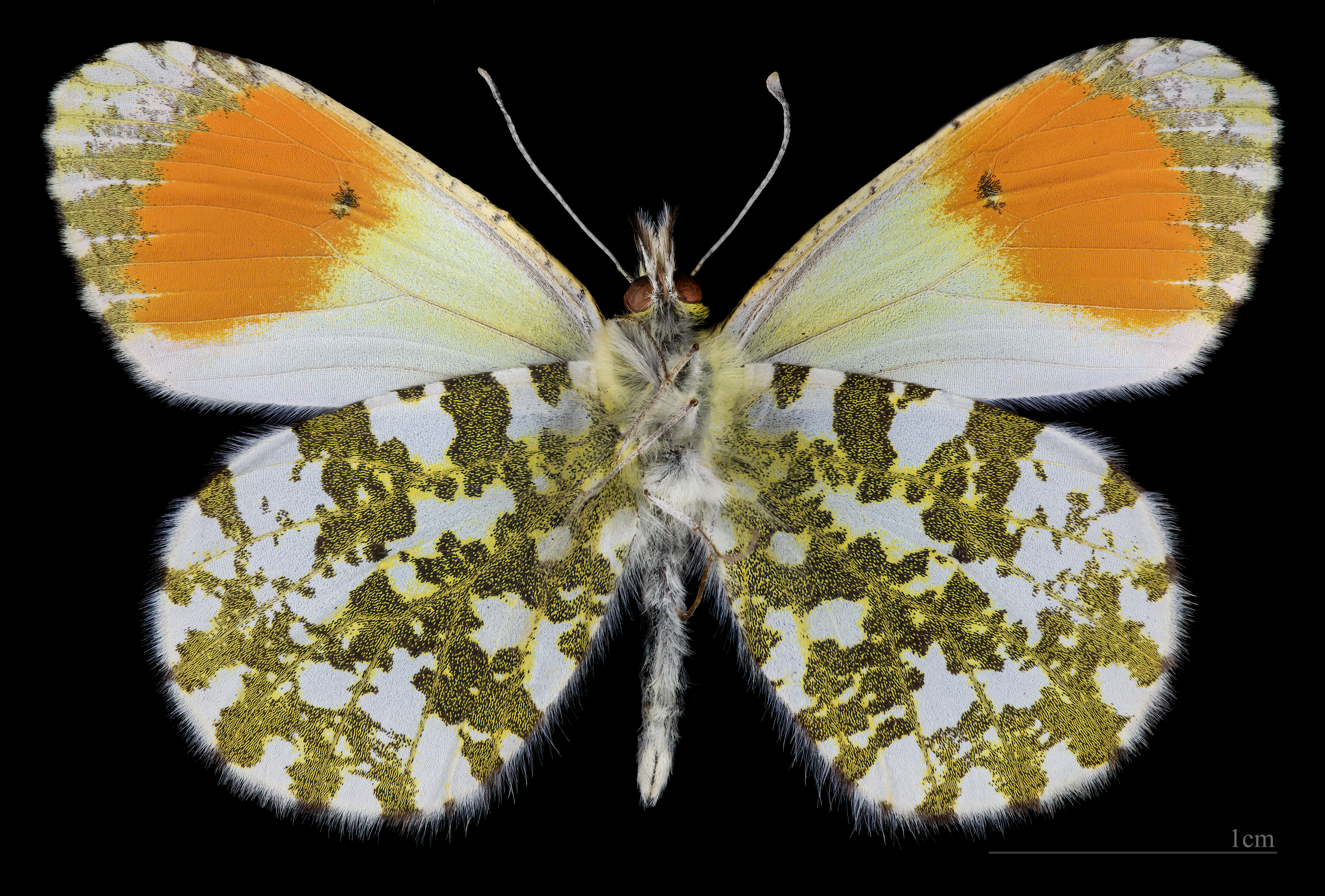
Anthocharis cardamines ♂  △
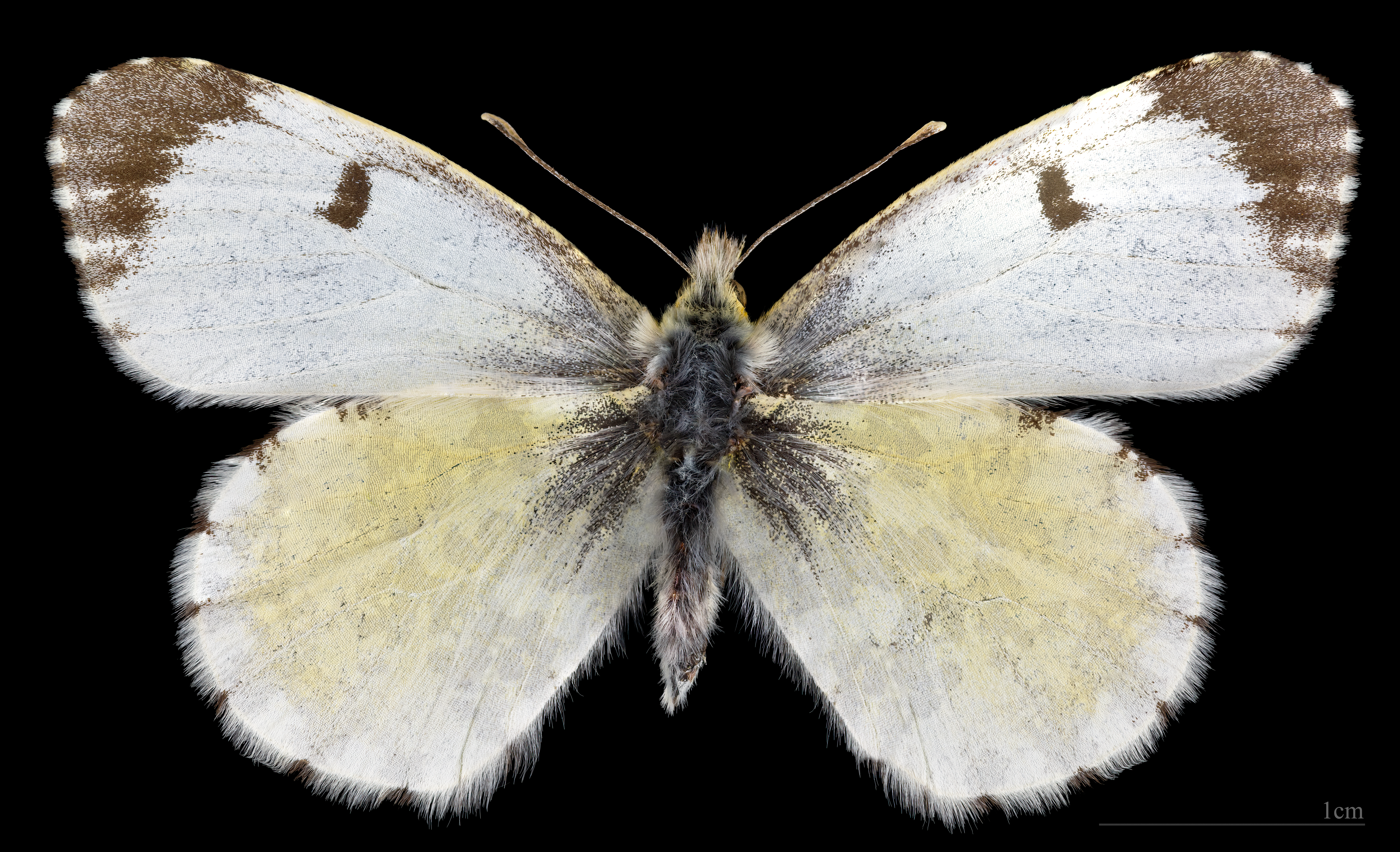
Anthocharis cardamines  ♀
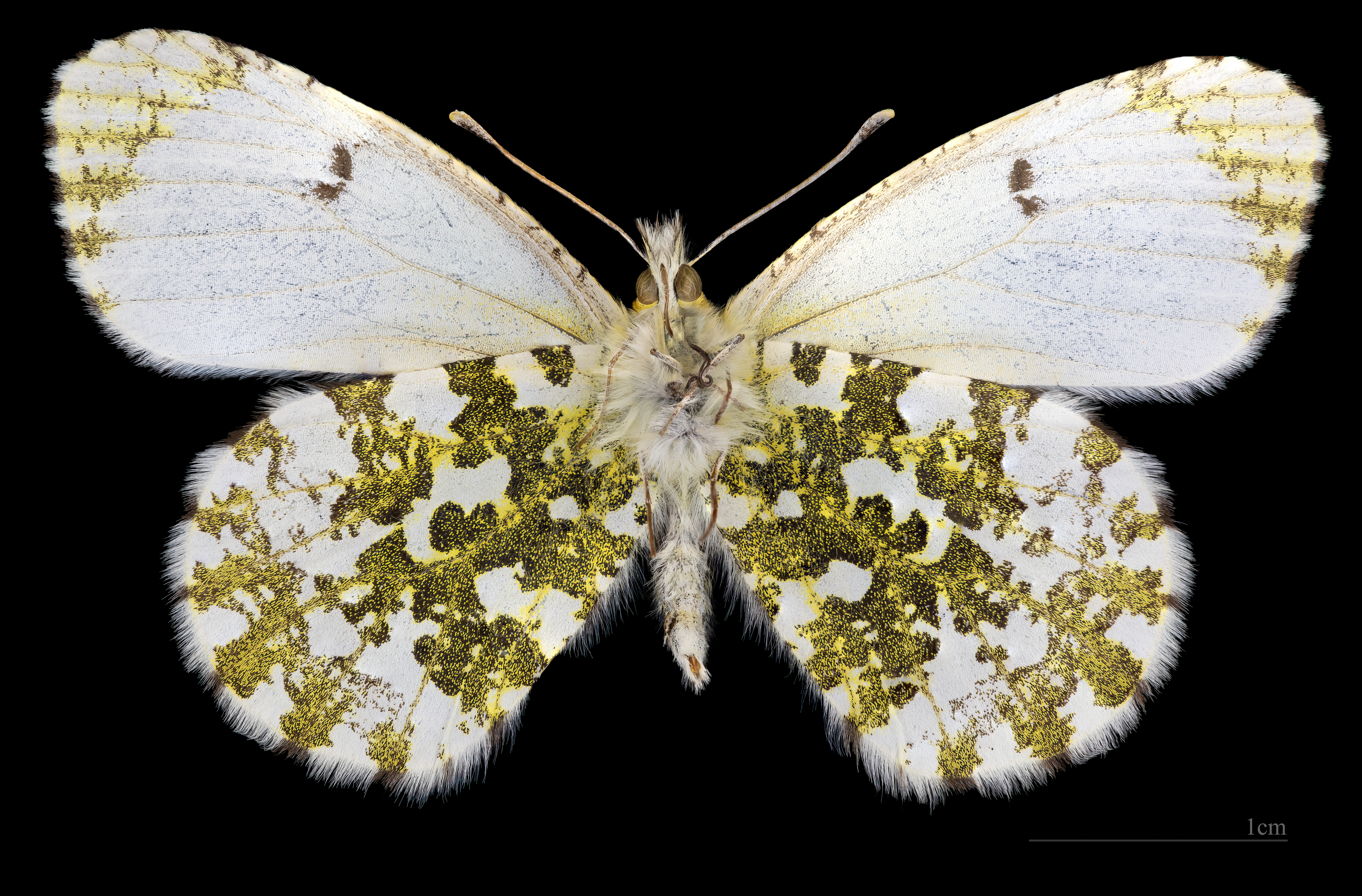
Anthocharis cardamines ♀ △

## Distribución

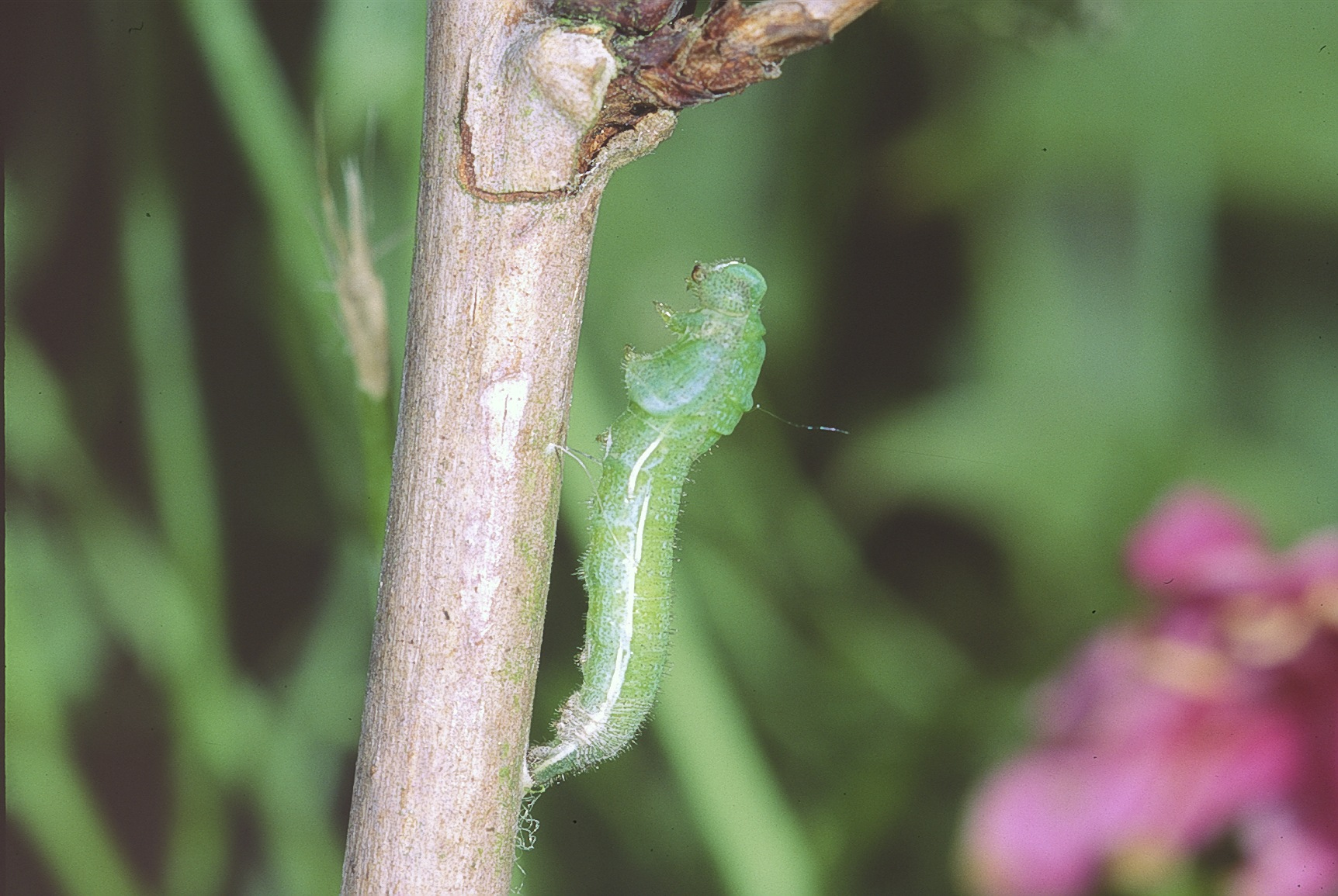
Anthocharis cardamines en estadio de oruga

La especie se encuentra alrededor de Europa, y se extiende al oeste a  las áreas templadas de Asia, hasta Japón. En los últimos años se ha visto un incremento de su número en el Reino Unido, y de manera más notoria en Escocia; se cree que el incremento se debe al cambio climático.

## Subespecies
Se conocen nueve subespecies de Anthocharis cardamines:
- Anthocharis cardamines alexandra
- Anthocharis cardamines cardamines
- Anthocharis cardamines hayashii
- Anthocharis cardamines isshikii
- Anthocharis cardamines kobayashii
- Anthocharis cardamines koreana
- Anthocharis cardamines meridionalis
- Anthocharis cardamines phoenissa
- Anthocharis cardamines progressa